# Paul Grégoire

Wappen von Paul Kardinal Grégoire

Paul Kardinal Grégoire OC (* 24. Oktober 1911 in Verdun, Kanada; † 30. Oktober 1993 in Montréal) war Erzbischof von Montréal.

## Leben
Paul Grégoire schloss seine Studien in Montréal mit dem Lizenziat in Theologie und Literaturwissenschaften, mit Promotionen in Philosophie und Geschichte sowie einer Diplomprüfung in Pädagogik ab. 1937 empfing er das Sakrament der Priesterweihe und wurde nach weiteren Studienjahren 1942 Direktor des Seminars von Blanville. In den Jahren 1944 bis 1950 unterrichtete er zusätzlich am Pädagogischen Institut und an einer weiterführenden Schule in Montréal. Von 1950 bis 1961 versah er die Aufgabe des Hochschulseelsorgers für die Universitätsstudenten in Montréal.
Am 26. Oktober 1961 ernannte ihn Papst Johannes XXIII. zum Titularbischof von Curubis und zum Weihbischof in Montréal. Die Bischofsweihe spendete ihm der Erzbischof von Montréal, Paul-Émile Kardinal Léger PSS, am 27. Dezember desselben Jahres. Mitkonsekratoren waren der Bischof von Saint-Jérôme, Émilien Frenette, und der Koadjutorbischof von Valleyfield, Percival Caza. Ab 1967 nahm er auch die Aufgabe des Generalvikars wahr.
Am 20. April 1968 ernannte ihn Papst Paul VI. zum Erzbischof von Montréal. Papst Johannes Paul II. nahm Paul Grégoire 1988 als Kardinalpriester mit der Titelkirche Nostra Signora del Santissimo Sacramento e dei Santi Martiri Canadesi in das Kardinalskollegium auf. 1993 starb Paul Grégoire in Montréal und wurde in der dortigen Kathedrale bestattet.
Grégoire nahm an der vierten Sitzungsperiode des Zweiten Vatikanischen Konzils als Konzilsvater teil. 1968 wurde er von Kardinal-Großmeister Eugène Tisserant in den Ritterordens vom Heiligen Grab zu Jerusalem aufgenommen. 1979 wurde er zum Officer des Order of Canada ernannt.